# Stanislaus I. Leszczyński

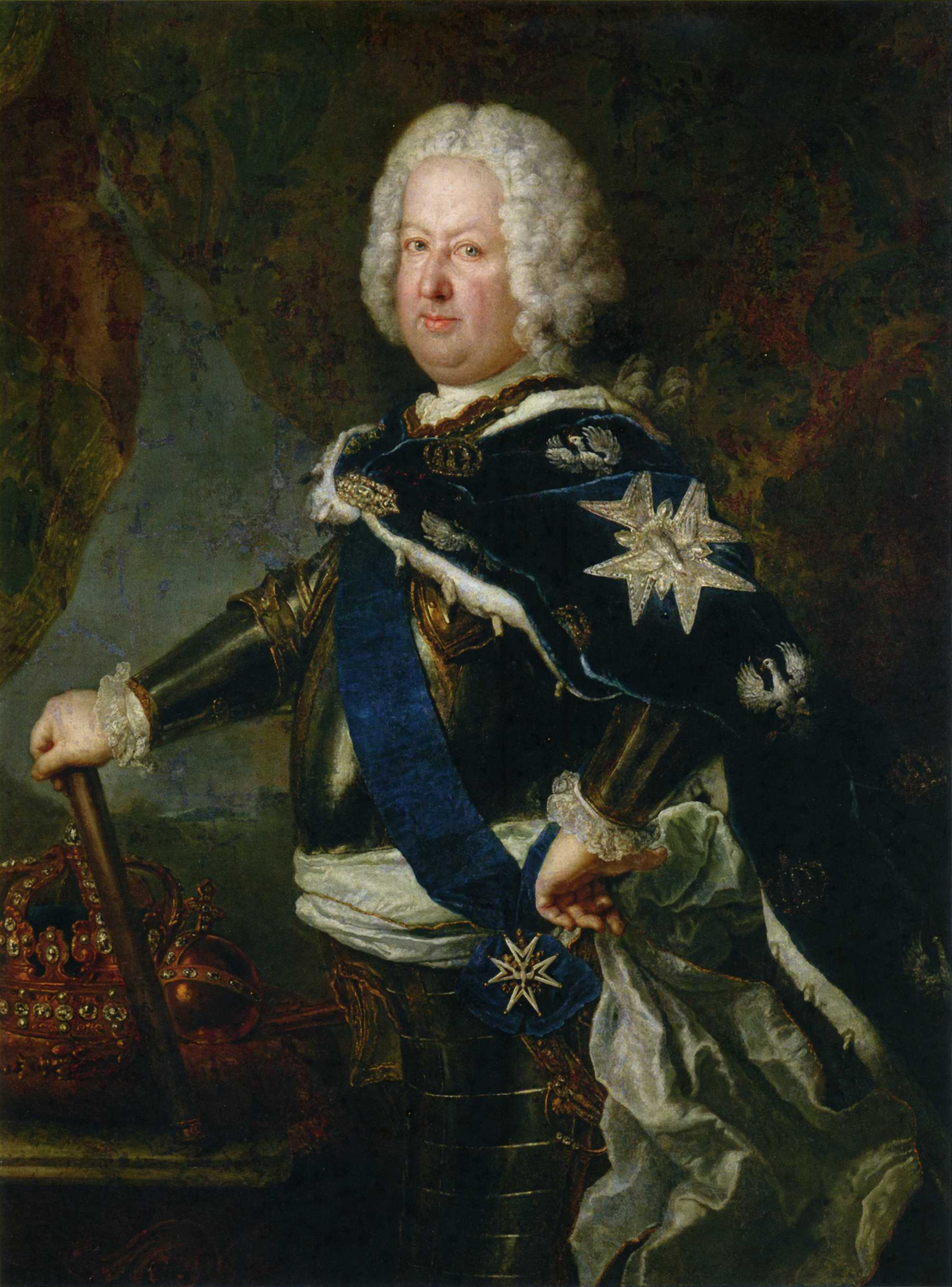
Stanislaus I. Leszczyński im Harnisch als König von Polen und Großfürst von Litauen mit der Schärpe des Ordens vom Weißen Adler (Gemälde von Antoine Pesne um 1731)

Wappen von Stanislaus Leszczynski als lebenslanger König von Polen, Herzog von Lothringen und Barrois

Stanislaus I. Leszczyński (anhörenⓘ) (eigentlich Stanisław Bogusław Leszczyński; * 20. Oktober 1677 in Lemberg, Polen-Litauen; † 23. Februar 1766 in Lunéville, Lothringen) war ein polnischer König, Aristokrat, Magnat, Beamter im Staatsdienst, Herzog von Lothringen und Bar, Reichsgraf des Heiligen Römischen Reichs und Staatsmann aus dem Adelsgeschlecht der Leszczyńskis.
Leszczyński wurde im Verlauf des Großen Nordischen Krieges 1704–1709 sowie erneut im Machtvakuum des Polnischen Thronfolgekrieges 1733–1736 als König von Polen und Großfürst von Litauen gewähltes Staatsoberhaupt und ab 1736 Titularherrscher von Polen-Litauen.
Die Ehe seiner Tochter Maria Leszczyńska mit dem französischen König Ludwig XV. brachte ihm schließlich 1737 die Herzogtümer Lothringen und Bar ein, die nach seinem Tod an das Königreich Frankreich fielen.

## Leben
Stanislaus wurde als Sohn der Anna Leszczyńska, einer geborenen Jabłonowska, und des Grafen Rafał Leszczyński zu Lwów, geboren. Vor seiner Wahl zum König bekleidete er verschiedene Ämter im Königreich, so war er ab 1696 Starost von Odolanów, ab 1697 Großmundschenk des Königreichs Polen und ab 1699 Wojewode von Posen. Die Mitglieder der Familie Leszczyński waren seit 1473 auch Reichsgrafen im Heiligen Römischen Reich. Er stand als Diplomat im Staatsdienst der Könige Jan III. Sobieski und seines Nachfolgers August II. 1698 heiratete Stanislaus die Gräfin Katharina Opalińska in Krakau. 1699 wurde die Tochter Anna geboren,  1703 folgte die zweite Tochter Maria.
Der 1699 in Moskau zwischen Zar Peter I., König August II. von Polen und Friedrich IV. von Dänemark vereinbarte Krieg gegen das Königreich Schweden entwickelte sich anders als geplant. Statt der erhofften territorialen Gewinne im Baltikum gelangen August II. keine militärischen Erfolge gegen König Karl XII. von Schweden. Im Gegenteil war seit 1702 polnisches Territorium unmittelbar zum Aufmarschgebiet und Kriegsschauplatz schwedischer Truppen geworden.
Nach dem Sieg von Krakau 1702 und der Eroberung von Thorn durch Karl XII. war die militärische und wirtschaftliche Position Augusts II. aussichtslos. Aufgrund der verheerenden wirtschaftlichen Lage spaltete sich der polnische Adel in mehrere Lager auf. Die Konföderation von Warschau drängte auf eine Beendigung des Krieges. Ihr schloss sich Stanislaus Leszczyński an und führte ab 1704 die Friedensverhandlungen mit Karl XII.

### Erste Regierungszeit
Das Vertrauen Karls XII. in Stanislaus Leszczyński war maßgeblich für die Unterstützung bei der Wahl zum König und Großfürsten. Stanislaus konnte sich dabei gegen den von Frankreich aufgestellten Kandidaten François-Louis de Bourbon, Prince de Condé behaupten. Auch gegen die Kandidatur des polnischen Magnaten Jerzy Dominik Lubomirski und des litauischen Fürsten Radziwiłł gewann Stanislaus die Wahl vom 12. Juli 1704 und wurde von Anhängern der Konföderation von Warschau gewählt. Die Anhänger der Konföderation von Sandomir blieben der Wahl fern und verweigerten Stanislaus I. Leszczyński die Gefolgschaft. Am 4. Oktober 1705 fanden die Krönungsfeierlichkeiten in Warschau statt.
Die Besetzung des Kurfürstentums Sachsen und der drohende Staatsbankrott veranlassten am 13. Oktober 1706 den ständisch beeinflussten Geheimen Rat, den Altranstädter Frieden mit Schweden zu unterzeichnen.
Am 31. Dezember 1706 unterzeichnete August II. den in seiner Abwesenheit beschlossenen Vertrag und damit den Verzicht auf die polnisch-litauische Krone.
Das politische Schicksal von Stanislaus I. war eng an das militärische von Karl XII. gebunden. In der Schlacht bei Poltawa besiegten russische Truppen das schwedische Heer. Karl suchte mit seinen verbliebenen Truppen Zuflucht auf der Krim  im Osmanischen Reich. Unmittelbar darauf kündigte August II. die Bedingungen des Altranstädter Friedens. 1709 wurde er von einem großen Teil des polnischen Adels zum legitimen König erklärt.

### Erstes Exil
Mit nur wenigen eigenen Anhängern und geringen schwedischen Truppen floh Stanislaus I. Leszczyński über Stettin und Stralsund nach Kristianstad und Stockholm. Die Bitte um Zustimmung der Abdankung als polnischer König wurde Stanislaus I. von Karl XII. verwehrt. Dieser hoffte auf die militärische Hilfe von Ahmed III. Damit war für Stanislaus, der wie viele seiner Unterstützer sein Eigentum verloren hatte, eine Rückkehr nach Polen ausgeschlossen. Stanislaus I. folgte Karl XII. nach Bender und erhielt 1714 von diesem als Übergangslösung, bis zur Rückgewinnung von Polen, Asyl im schwedisch regierten Herzogtum Pfalz-Zweibrücken, wo er in Zweibrücken einen eigenen Hof unterhalten durfte. Jedoch überspannte dies bald die finanziellen Kräfte des Territoriums. Zeugnis hierfür gibt heute noch das Lustschloss Tschifflick. Hier starb seine älteste Tochter Anna Leszczyńska.
Nach dem Tod Karls XII. 1718 musste Stanislaus das Herzogtum verlassen und bat Herzog Leopold von Lothringen um Zuflucht. Um sich vor den von August II. ausgehenden Anschlägen auf seine Person zu schützen, begab er sich mit seiner Familie in die Sicherheit der französischen Garnisonsstädte Landau und Weißenburg im Elsass.
Auf Vermittlung von Jeanne-Agnès Berthelot de Pléneuf wurde nach 1723 die Hochzeit der Tochter Maria Leszczyńska mit Ludwig XV. vorbereitet und am 5. September 1725 in Fontainebleau vollzogen. 1725 übersiedelte Stanislaus mit seiner Gemahlin nach Chambord.

### Zweite Regierungszeit
Im Polnischen Thronfolgekrieg (1733–1735/1738) unterstützte König Ludwig XV. die Bestrebungen des Stanislaus Leszczyński, die polnische Krone zurückzugewinnen. Stanislaus kehrte nach dem Tod Augusts II. aus dem Exil in Frankreich nach Polen zurück und ließ sich am 11. September 1733 mit einer deutlichen Mehrheit der Wahlmänner ein zweites Mal zum König und Großfürsten wählen. Er wurde jedoch durch eine militärische Koalition aus Österreich, Russland und Kursachsen sowie eines Teils des polnischen Adels, die die Wahl Augusts III. und dessen Krönung am 17. Januar 1734 unterstützten, gestürzt und entmachtet.
Im am 3. Oktober 1735 in Wien zwischen Frankreich und dem Hause Österreich geschlossenen Wiener Präliminarfrieden erkannte Frankreich den sächsischen Kurfürsten als König von Polen an. Der Vertrag wurde bis zum 1. Mai 1737 im Definitivfrieden auch von Polen, Russland, Spanien und Sardinien-Piemont unterzeichnet. Am 18. November 1738 kam es zur Veröffentlichung des Friedens von Wien und zur Bestätigung der Friedenspräliminarien von 1735.

### Zweites Exil

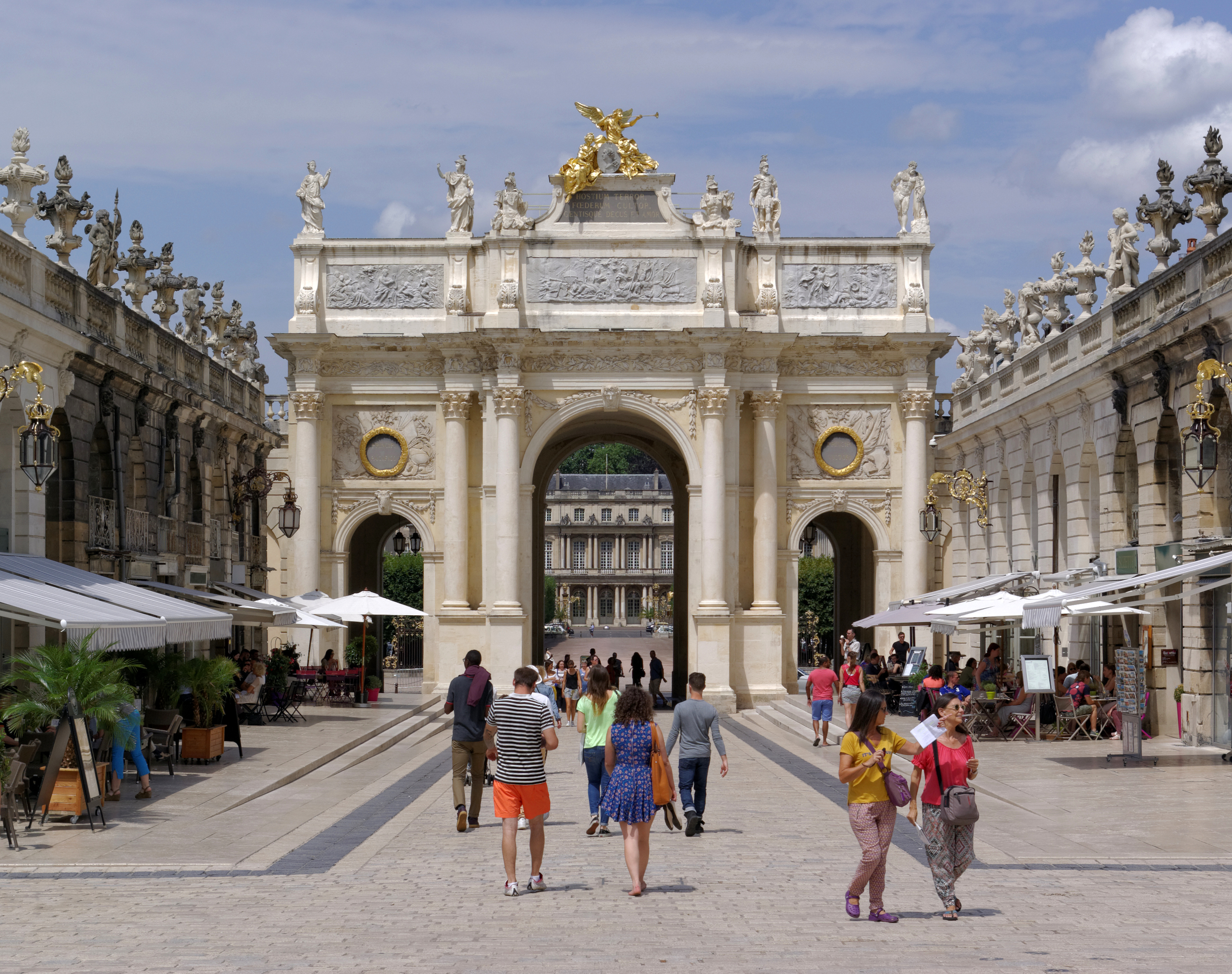
Place Stanislas in Nancy

Stanislaus floh zuerst nach Danzig und fand anschließend 1734 Zuflucht beim preußischen König Friedrich Wilhelm I. in Königsberg. Frankreich gab ein militärisches Eingreifen auf und einigte sich mit dem Haus Österreich im Wiener Präliminarfrieden von 1735.
Ein Resultat der Vertragsverhandlungen war der Austausch der Herzogtümer Bar und Lothringen gegen das Großherzogtum Toskana nach dem Tod des letzten Großherzogs Gian Gastone de’ Medici.
1736 wurde Stanislaus in das Herzogtum Bar eingesetzt. Nach dem Tod von Gian Gastone de’ Medici wurde auch Lothringen an Frankreich übertragen, worauf Stanislaus seine Residenz in die Schlösser von Commercy und Lunéville verlagerte. Zur Verwaltung der Herzogtümer wurde ein französischer Intendant de Justice, Police et Finances mit Sitz in Nancy eingesetzt, der die vereinbarte Angliederung nach dem Tod von Stanislaus vorbereitete. Als Pension erhielt Stanislaus jährlich zwei Millionen Livres. In den folgenden Jahren entfaltete sich am Hof von Stanislaus in Lunéville ein bedeutendes kulturelles Leben.

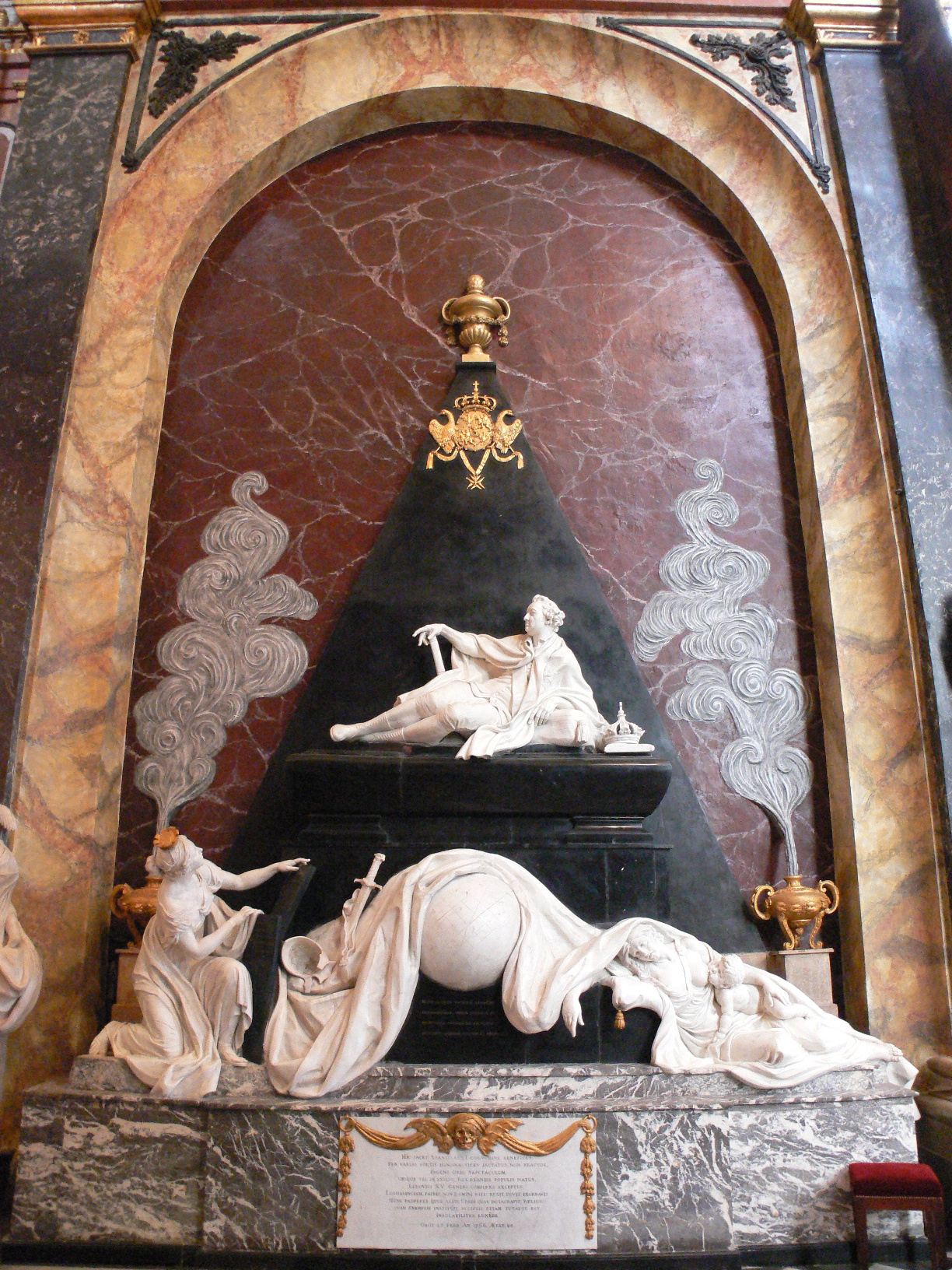
Grabmal von Stanislaus Leszczyński in Nancy

1747 starb seine Gemahlin Katharina im Alter von 66 Jahren in Lunéville. Stanislaus Leszczyński starb unter tragischen Umständen. Am 5. Februar 1766 hatte sich seine Kleidung am Kamin entzündet und er erlitt schwere Verbrennungen. Nach mehrwöchigen Versuchen, seine Qualen zu lindern, verstarb er am 23. Februar im Alter von 88 Jahren auf Schloss Lunéville. Ebenso wie Katharina wurde Stanislaus 1766 in der von Emmanuel Héré erbauten Kirche Notre-Dame-de-Bonsecours in Nancy beigesetzt. Beide Herzogtümer wurden unmittelbar danach Frankreich angeschlossen. Die sterblichen Überreste des Königs überführte man 1814 nach Polen. Nach mehrfacher Zwischenlagerung wurden sie erst 1938 in der Wawel-Kathedrale zu Krakau beigesetzt.

## Kinder
- Anna Leszczyńska (1699–1717), Prinzessin von Polen
- Maria Leszczyńska (1703–1768), Prinzessin von Polen und ab 1725 Königin von Frankreich

## Bilder

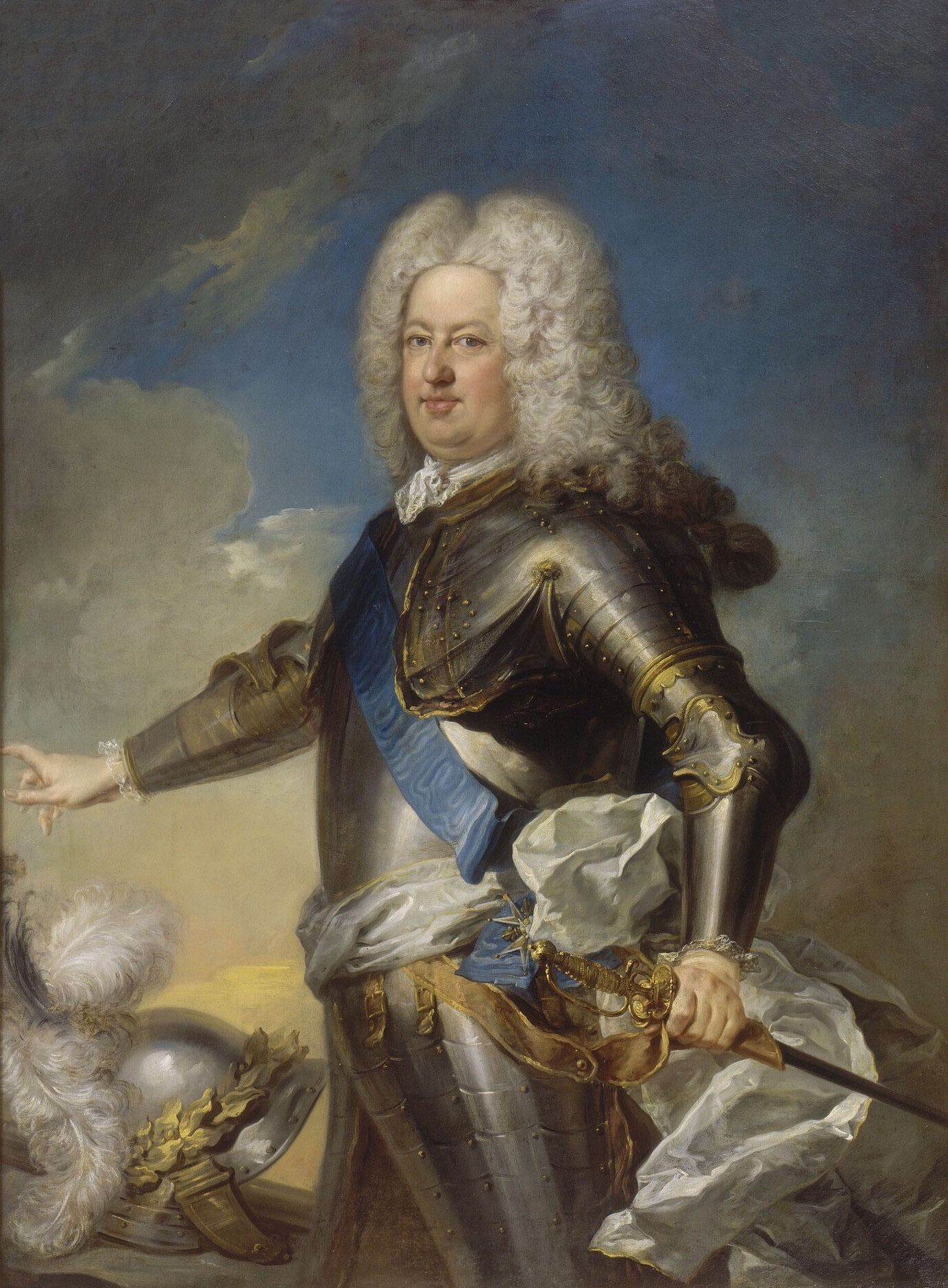
Stanislaus I. Leszczyński als König von Polen mit der Schärpe des Ordens vom Weißen Adler, Gemälde von Jean-Baptiste van Loo
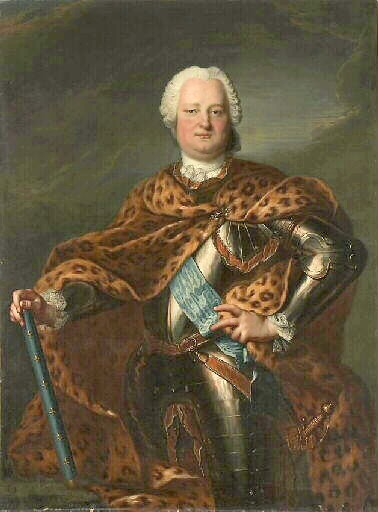
Stanislaus I. Leszczyński als König von Polen mit der Schärpe des Ordens vom Weißen Adler, Gemälde von Jean-Marc Nattier
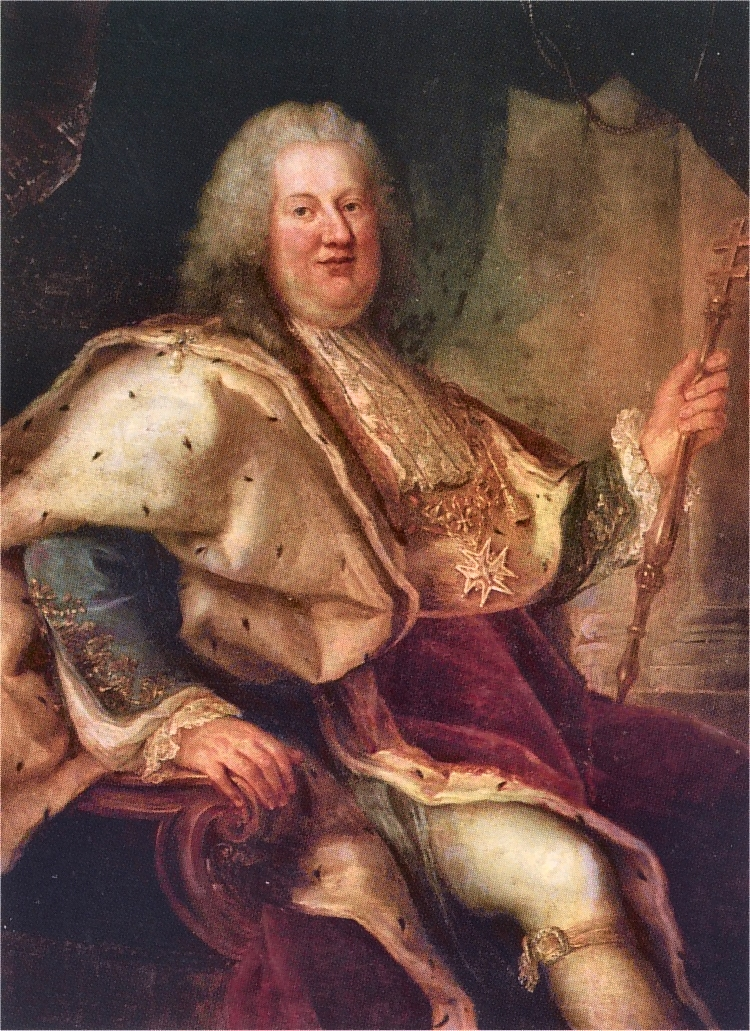
Stanislaus Leszczyński als Herzog von Lothringen und Bar, Gemälde von Jean Girardet
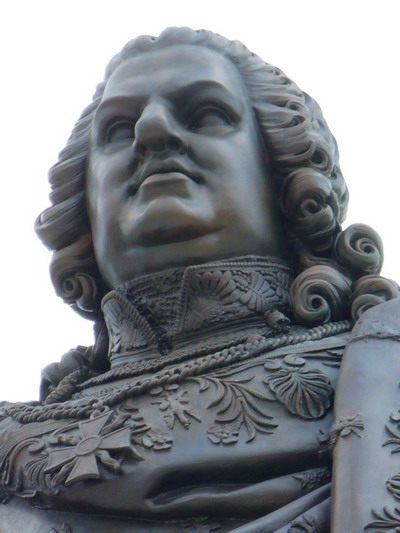
Denkmal in Nancy für Herzog Stanislaus Leszczyński
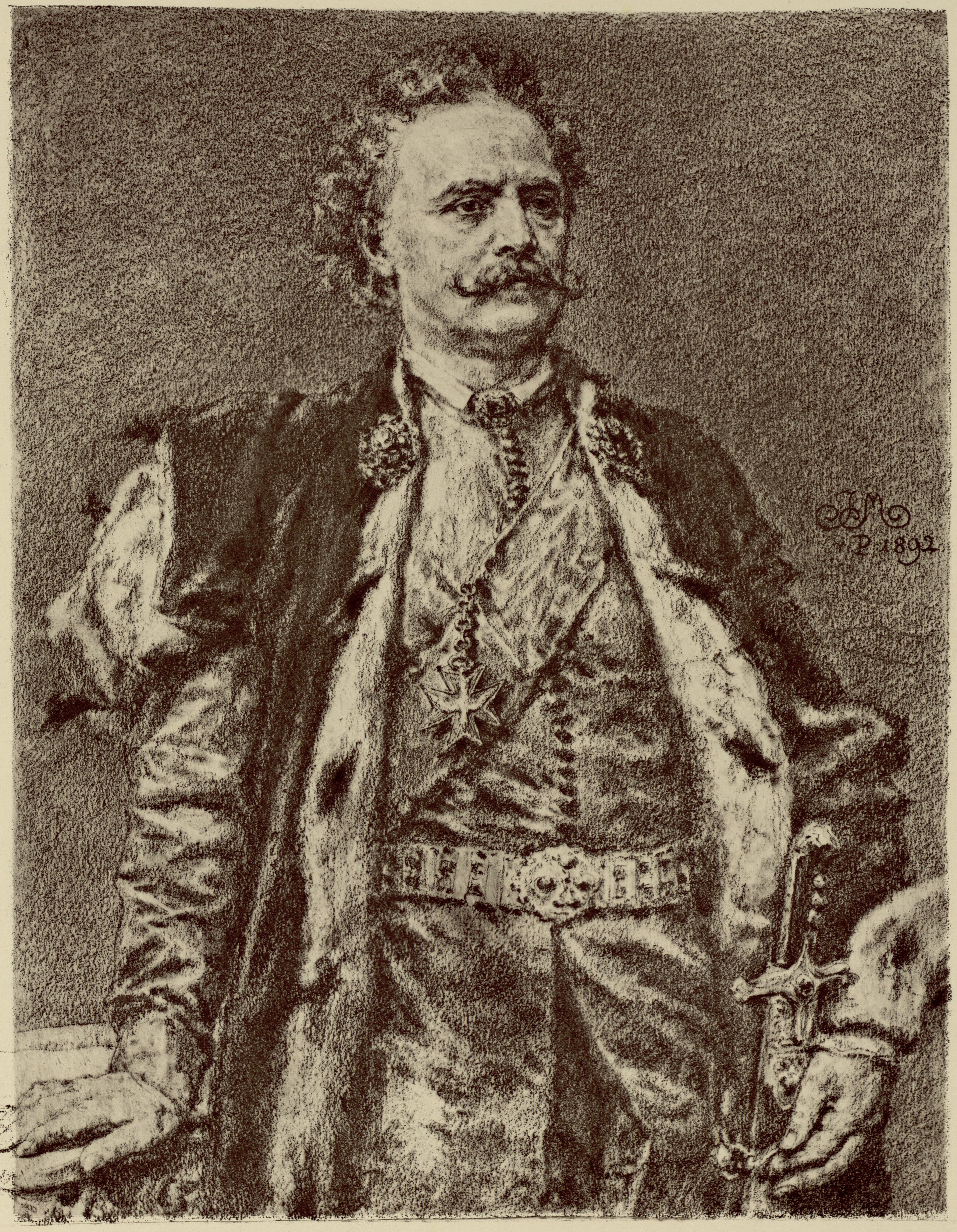
König Stanislaus I. Leszczyński im Sarmatenkleid, Bleistiftzeichnung von Jan Matejko
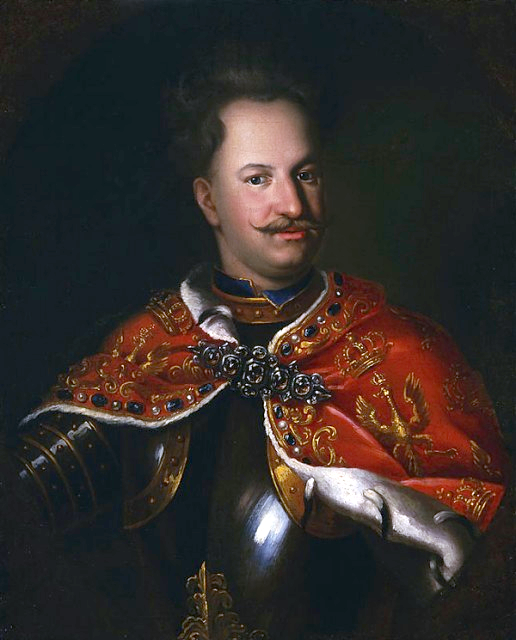
König Stanislaus I. Leszczyński, während seiner ersten Herrschaft als König von Polen-Litauen
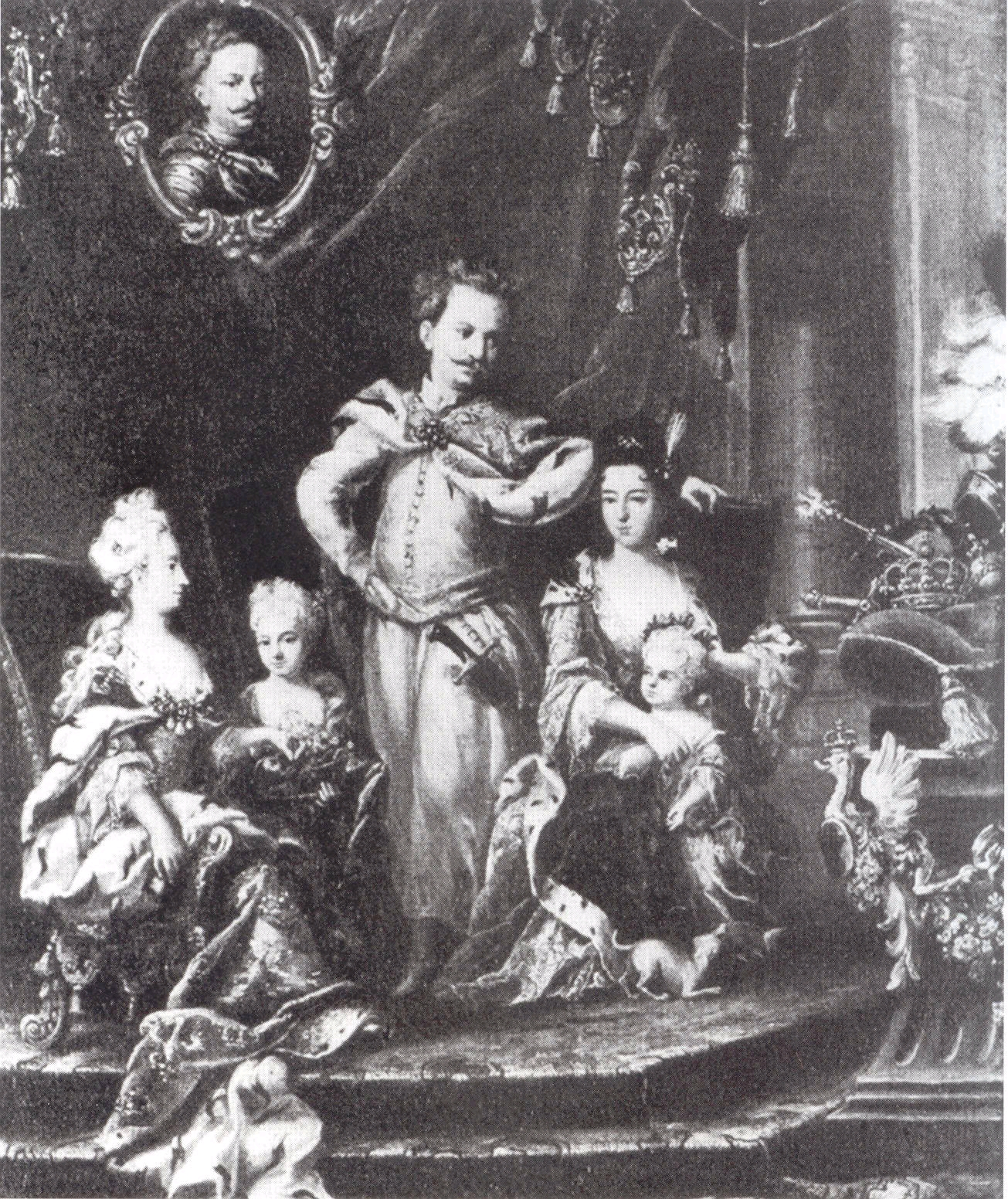
König Stanislaus I. Leszczyński mit seiner Familie, während seiner ersten Herrschaft als König von Polen-Litauen, Gemälde von Johan David Swartz
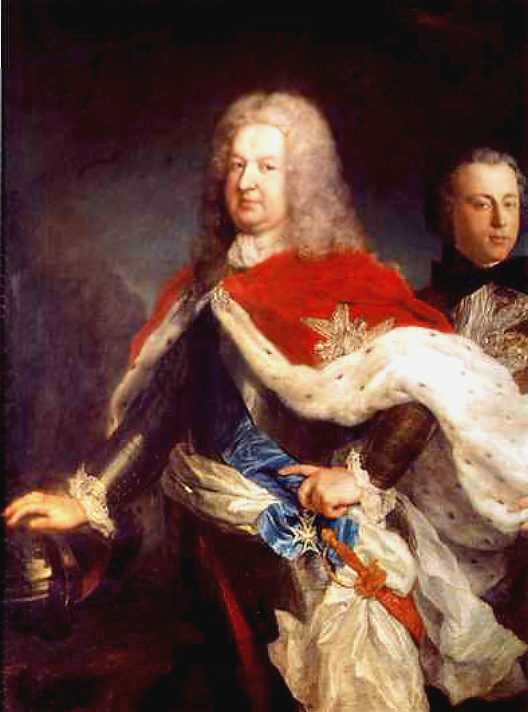
Stanislaus I. Leszczyński als König von Polen mit der Schärpe des Ordens vom Weißen Adler

## Adaptionen in Literatur und Musik
- Giuseppe Verdis Oper „Un giorno di regno“ thematisiert Leszczyńskis Rückkehr nach Polen im Jahre 1733. Das gleiche Thema greift Carl Millöcker mit seiner Operette „Der Bettelstudent“ auf.

## Verschiedenes
Die katholische Pariser Privatschule Collège Stanislas ist nach Leszczyński benannt.
Leszczyński bzw. sein Hofkoch gilt als Erfinder der Königinpastete.